# Mmツリー
-mm ツリーは、Linuxカーネル開発者間では、アンドリュー・モートンによってメンテナンスされているバージョンのカーネルのソースコードを指す。
以前は奇数のマイナーバージョン番号で識別されていた、開発ビルド版のLinux カーネルの役割を -mm カーネルツリーが現在、果たしている。今や新しい試験的なコードは 2.6.x-mm カーネルビルドになる。歴史的に -mm ツリーはカーネルのメモリ管理 (memory management) 部分の新しい開発に焦点を当てていた。
時々、-mm ツリーは新しいパッチで負担が重くなりすぎて、そのテストが過度に難しくなることがあった。2007年9月にアンドリュー・モートンは「この仕組みはもう機能していない」（上川純一訳）と述べるメールを送った。
今日では、-mmツリーはもはや開発されておらず、その役割は-nextツリーに引き継がれている。